# Natação no Campeonato Europeu de Esportes Aquáticos de 2021 - 50 m livre feminino
A prova dos 50 metros livre feminino da natação no Campeonato Europeu de Esportes Aquáticos de 2021 ocorreu nos dias 17 e 18 de maio na Arena Danúbio, em Budapeste na Hungria. 

## Calendário
| Fase          | Data       | Hora  |
| ------------- | ---------- | ----- |
| Eliminatórias | 17 de maio | 10:42 |
| Semifinal     | 17 de maio | 18:17 |
| Final         | 18 de maio | 19:22 |

Todos os horários estão no horário local (UTC+1)

## Recordes
Antes desta competição, os recordes eram os seguintes:
|                       | Nadadora       | Tempo | Local     | Data                |
| --------------------- | -------------- | ----- | --------- | ------------------- |
| Recorde mundial       | Sarah Sjöström | 23.67 | Budapeste | 29 de julho de 2017 |
| Recorde europeu       | Sarah Sjöström | 23.67 | Budapeste | 29 de julho de 2017 |
| Recorde do campeonato | Sarah Sjöström | 23.74 | Glasgow   | 4 de agosto de 2018 |

## Medalhistas
| Ouro                      | Prata                                         |
| Ranomi Kromowidjojo (NED) | Pernille Blume (DEN) · Katarzyna Wasick (POL) |

## Resultados

### Eliminatórias
Esses foram os resultados das eliminatórias. 
| Pos. | Bateria | Raia | Nadadora                | Nacionalidade      | Tempo | Notas |
| ---- | ------- | ---- | ----------------------- | ------------------ | ----- | ----- |
| 1    | 6       | 4    | Ranomi Kromowidjojo     | Países Baixos      | 24.24 | Q     |
| 2    | 7       | 4    | Pernille Blume          | Dinamarca          | 24.42 | Q     |
| 3    | 5       | 4    | Maria Kameneva          | Rússia             | 24.47 | Q     |
| 4    | 6       | 5    | Femke Heemskerk         | Países Baixos      | 24.51 | Q     |
| 4    | 6       | 3    | Katarzyna Wasick        | Polónia            | 24.51 | Q,    |
| 6    | 7       | 5    | Michelle Coleman        | Suécia             | 24.77 | Q     |
| 7    | 5       | 5    | Anna Hopkin             | Reino Unido        | 24.78 | Q     |
| 8    | 5       | 3    | Kim Busch               | Países Baixos      | 24.85 |       |
| 9    | 6       | 2    | Fanny Teijonsalo        | Finlândia          | 24.86 | Q,    |
| 10   | 7       | 3    | Mélanie Henique         | França             | 24.89 | Q     |
| 11   | 7       | 6    | Julie Kepp Jensen       | Dinamarca          | 24.92 | Q     |
| 12   | 5       | 1    | Barbora Seemanová       | Chéquia            | 24.93 | Q,    |
| 13   | 4       | 1    | Petra Senánszky         | Hungria            | 24.99 | Q     |
| 14   | 6       | 6    | Lidón Muñoz             | Espanha            | 25.01 | Q     |
| 15   | 7       | 1    | Neža Klančar            | Eslovênia          | 25.07 | Q,    |
| 16   | 7       | 2    | Jessica Felsner         | Alemanha           | 25.09 | Q     |
| 17   | 5       | 6    | Silvia Di Pietro        | Itália             | 25.22 | Q     |
| 18   | 5       | 2    | Costanza Cocconcelli    | Itália             | 25.30 |       |
| 19   | 6       | 7    | Andrea Murez            | Israel             | 25.35 |       |
| 20   | 7       | 8    | Theodora Drakou         | Grécia             | 25.42 |       |
| 20   | 6       | 1    | Nina Stanisavljević     | Sérvia             | 25.42 |       |
| 22   | 5       | 7    | Jessica Steiger         | Alemanha           | 25.47 |       |
| 23   | 3       | 5    | Teresa Ivanová          | Eslováquia         | 25.48 |       |
| 24   | 5       | 8    | Nastassia Karakouskaya  | Bielorrússia       | 25.50 |       |
| 25   | 6       | 0    | Kalia Antoniou          | Chipre             | 25.52 |       |
| 26   | 4       | 5    | Anna Kolářová           | Chéquia            | 25.53 |       |
| 26   | 6       | 8    | Chiara Tarantino        | Itália             | 25.53 |       |
| 28   | 4       | 9    | Janja Šegel             | Eslovênia          | 25.56 |       |
| 29   | 7       | 9    | Kornelia Fiedkiewicz    | Polónia            | 25.59 |       |
| 29   | 7       | 7    | Nina Kost               | Suíça              | 25.59 |       |
| 31   | 4       | 3    | Mimosa Jallow           | Finlândia          | 25.60 |       |
| 32   | 5       | 0    | Nina Gangl              | Áustria            | 25.61 |       |
| 33   | 4       | 4    | Selen Özbilen           | Turquia            | 25.64 |       |
| 34   | 7       | 0    | Evelyn Davis            | Reino Unido        | 25.72 |       |
| 35   | 4       | 7    | Diana Petkova           | Bulgária           | 25.76 |       |
| 36   | 3       | 1    | Aleksa Gold             | Estónia            | 25.80 |       |
| 37   | 3       | 6    | Beatrix Bordás          | Hungria            | 25.83 |       |
| 37   | 5       | 9    | Zohar Shikler           | Israel             | 25.83 |       |
| 39   | 4       | 6    | Emma Russell            | Reino Unido        | 25.85 |       |
| 40   | 3       | 3    | Gabriela Ņikitina       | Letônia            | 25.88 |       |
| 41   | 3       | 4    | Alma Thormalm           | Suécia             | 25.96 |       |
| 42   | 4       | 8    | Maria-Thaleia Drasidou  | Grécia             | 25.98 |       |
| 43   | 4       | 0    | Lena Kreundl            | Áustria            | 26.01 |       |
| 43   | 3       | 2    | Tanja Popović           | Sérvia             | 26.01 |       |
| 45   | 4       | 2    | İlknur Nihan Çakıcı     | Turquia            | 26.07 |       |
| 46   | 6       | 9    | Bianca Costea           | Roménia            | 26.13 |       |
| 47   | 3       | 7    | Jóhanna Guðmundsdóttir  | Islândia           | 26.18 |       |
| 48   | 1       | 5    | Maria Romanjuk          | Estónia            | 26.31 |       |
| 49   | 2       | 4    | Mónika Ollé             | Hungria            | 26.38 |       |
| 50   | 3       | 9    | Ida Hulkko              | Finlândia          | 26.44 |       |
| 51   | 3       | 0    | Mia Blazevska Eminova   | Macedônia do Norte | 26.64 |       |
| 52   | 2       | 5    | Nicola Muscat           | Malta              | 26.84 |       |
| 53   | 3       | 8    | Steingerður Hauksdóttir | Islândia           | 26.98 |       |
| 54   | 2       | 6    | Laura Bernat            | Polónia            | 27.18 |       |
| 55   | 2       | 7    | Siiri Einiö             | Finlândia          | 27.20 |       |
| 56   | 2       | 2    | Eneli Jefimova          | Estónia            | 27.38 |       |
| 57   | 2       | 1    | Varsenik Manucharyan    | Armênia            | 27.59 |       |
| 58   | 2       | 3    | Mónica Ramírez          | Andorra            | 27.61 |       |
| 59   | 2       | 0    | Nàdia Tudó              | Andorra            | 27.76 |       |
| 60   | 2       | 8    | Ani Poghosyan           | Armênia            | 28.01 |       |
| 61   | 1       | 4    | Eda Zeqiri              | Kosovo             | 29.16 |       |
| 62   | 1       | 3    | Jona Macula             | Kosovo             | 30.22 |       |

### Semifinal
Esses foram os resultados das semifinais. 
Semifinal 1
| Pos. | Raia | Nadadora          | Nacionalidade | Tempo | Notas            |
| ---- | ---- | ----------------- | ------------- | ----- | ---------------- |
| 1    | 4    | Pernille Blume    | Dinamarca     | 24.05 | Q                |
| 2    | 5    | Femke Heemskerk   | Países Baixos | 24.41 | Q                |
| 3    | 3    | Michelle Coleman  | Suécia        | 24.54 | q                |
| 4    | 2    | Julie Kepp Jensen | Dinamarca     | 24.76 |                  |
| 5    | 6    | Fanny Teijonsalo  | Finlândia     | 24.81 | Recorde nacional |
| 6    | 1    | Neža Klančar      | Eslovênia     | 24.96 | Recorde nacional |
| 7    | 7    | Petra Senánszky   | Hungria       | 24.97 |                  |
| 8    | 8    | Silvia Di Pietro  | Itália        | 25.14 |                  |

Semifinal 2
| Pos. | Raia | Nadadora            | Nacionalidade | Tempo | Notas |
| ---- | ---- | ------------------- | ------------- | ----- | ----- |
| 1    | 4    | Ranomi Kromowidjojo | Países Baixos | 24.14 | Q     |
| 2    | 3    | Katarzyna Wasick    | Polónia       | 24.34 | Q,    |
| 3    | 5    | Maria Kameneva      | Rússia        | 24.40 | q     |
| 4    | 6    | Anna Hopkin         | Reino Unido   | 24.66 | q     |
| 5    | 7    | Barbora Seemanová   | Chéquia       | 24.69 | q,    |
| 6    | 1    | Lidón Muñoz         | Espanha       | 24.90 |       |
| 7    | 2    | Mélanie Henique     | França        | 25.08 |       |
| 8    | 8    | Jessica Felsner     | Alemanha      | 25.14 |       |

### Final
Esse foi o resultado da final. 
| Pos.             | Raia | Nadadora            | Nacionalidade | Tempo | Notas            |
| ---------------- | ---- | ------------------- | ------------- | ----- | ---------------- |
| Medalha de ouro  | 5    | Ranomi Kromowidjojo | Países Baixos | 23.97 |                  |
| Medalha de prata | 4    | Pernille Blume      | Dinamarca     | 24.17 |                  |
| Medalha de prata | 3    | Katarzyna Wasick    | Polónia       | 24.17 | Recorde nacional |
| 4                | 6    | Maria Kameneva      | Rússia        | 24.29 |                  |
| 5                | 2    | Femke Heemskerk     | Países Baixos | 24.32 |                  |
| 6                | 1    | Anna Hopkin         | Grã-Bretanha  | 24.51 |                  |
| 7                | 7    | Michelle Coleman    | Suécia        | 24.65 |                  |
| 8                | 8    | Barbora Seemanová   | Chéquia       | 24.67 | Recorde nacional |

Legenda
| Recorde mundial       | Recorde mundial (World record)               |                       | Recorde africano                      | Recorde africano (African) |                                           | Q | Classificado por posição (Qualified) |
| Recorde do campeonato | Recorde do campeonato (Championship record)  | Recorde da América    | Recorde da América (Americas)         | q                          | Classificado por melhor tempo (Qualified) |   |                                      |
| Melhor marca do ano   | Melhor marca do ano (World leading)          | Recorde asiático      | Recorde asiático (Asian)              | DNS                        | Não largou (Did not start)                |   |                                      |
| Recorde nacional      | Recorde nacional (National record)           | Recorde europeu       | Recorde europeu (European)            | DNF                        | Não terminou (Did not finish)             |   |                                      |
| Recorde pessoal       | Recorde pessoal do atleta (Personal best)    | Recorde da Oceania    | Recorde da Oceania (Oceania)          | DSQ / DQ                   | Desclassificado (Disqualified)            |   |                                      |
| Recorde da temporada  | Recorde da temporada do atleta (Season best) | Recorde sul-americano | Recorde sul-americano (South America) | NM                         | Sem marca (No mark)                       |   |                                      |